# Ompie Nkumbula-Lieventhal
Ompie Nkumbula-Liebenthal là thành viên của Quốc hội Liên minh châu Phi từ Zambia. Bà ngồi trong Ủy ban Giáo dục, Khoa học và Công nghệ.